# Paroster pallescens
Paroster pallescens är en skalbaggsart som beskrevs av Sharp 1882. Paroster pallescens ingår i släktet Paroster och familjen dykare. Inga underarter finns listade i Catalogue of Life.